# 林星潼
林星潼（英語：Tani Lin，1985年6月3日—），台灣女藝人及模特兒，臺灣女子組合Twinko成員。參與過《幸福發酵》、《1111人力銀行-成長的愛》及《植村秀》等微電影、廣告及MV的演出及許多知名網拍及雜誌的拍攝。

## 作品

### 音樂
- Twinko 第一張EP Twinko X Crime Craft （黑幫Online主題曲）(2013-11-14)
- Twinko 第一張迷你專輯 Twinko同名迷你專輯 （Twinko 1st Mini Album）(2014-11-14)

### 電視
| 首播日期 | 播出頻道 | 劇名         | 飾演 | 性質 |
| -------- | -------- | ------------ | ---- | ---- |
| 待播     |          | 《電競高校》 |      |      |

### 電影
| 上映日期       | 劇名               | 飾演 | 性質 |
| -------------- | ------------------ | ---- | ---- |
| 2015年5月22日  | 《宅男女神殺人狂》 | 星潼 |      |
| 2017年4月28日  | 《最完美的女孩》   | 萸蒂 |      |
| 2020年2月6日   | 《财神2020》       |      |      |
| 2023年11月16日 | 《锁战》           | 阿潼 |      |

### 微電影
- 微電影 幸福發酵 （女主角）；男主角:辰亦儒
- 1111人力銀行微電影-成長的愛 (女主角)
- 植村秀潔顏油網路60秒微電影 (女主角)
- 教育部 世界家庭日宣導MV 我愛我的家 (女主角)
- 奇美電子5K CF (女主角)

### MV
| 歌手       | MV名稱           | 專輯名称             | 日期   |
| ---------- | ---------------- | -------------------- | ------ |
| 李聖傑     | 抱歉             | 原諒我沒有說         | 2009年 |
| 施文彬     | 烘盧地之戀       | 環島旅行             | 2011年 |
| Twinko     | 黑幫 Crime Craft | Twinko X Crime Craft | 2013年 |
| Twinko     | Falling in Love  | Twinko同名迷你專輯   | 2014年 |
| Twinko     | Bling Bling      | Twinko同名迷你專輯   | 2014年 |
| Twinko     | 空位             | Twinko同名迷你專輯   | 2014年 |
| Twinko     | 說我愛你         | Twinko同名迷你專輯   | 2014年 |
| 威廉布萊恩 | 人狗情未了       | 單曲                 | 2016年 |
| Twinko     | 夢遊症           | 戀愛限定             | 2017年 |

### 表演活動
| 日期           | 活動名稱                 | 舉行地點              | 參與成員 |
| 2013年12月26日 | 第36屆時報華文廣告金像獎 | 台北市NeoStudio展演館 | Twinko   |
| 2014年10月25日 | Candy Land糖果時尚秀     | 高雄市夢時代廣場      | Twinko   |

### 主持節目
| 日期              | 播出頻道   | 節目名稱       | 性質     |
| 2008年            | 三立都會台 | 《國光幫幫忙》 | 助理主持 |
| 2008年至2011年    | 三立都會台 | 《王牌大賤諜》 | 助理主持 |
| 2014年3月17日至今 | 超視       | 《健康抱報》   | 助理主持 |

### 平面雜誌
- 新娘物語雜誌
- 2013寫真女孩特輯 城邦集團出版
- DIGIPHOTO雜誌封面拍攝 城邦集團出版
- STUFF雜誌 城邦集團出版

## 外部連結
- Twinko_林星潼的新浪微博
- 林星潼Tani的Facebook專頁